# والوش
والوش (به مجاری:  Vállus) یک منطقهٔ مسکونی در مجارستان است که در ناحیه کست‌هی واقع شده‌است.